# Richard Stankiewicz

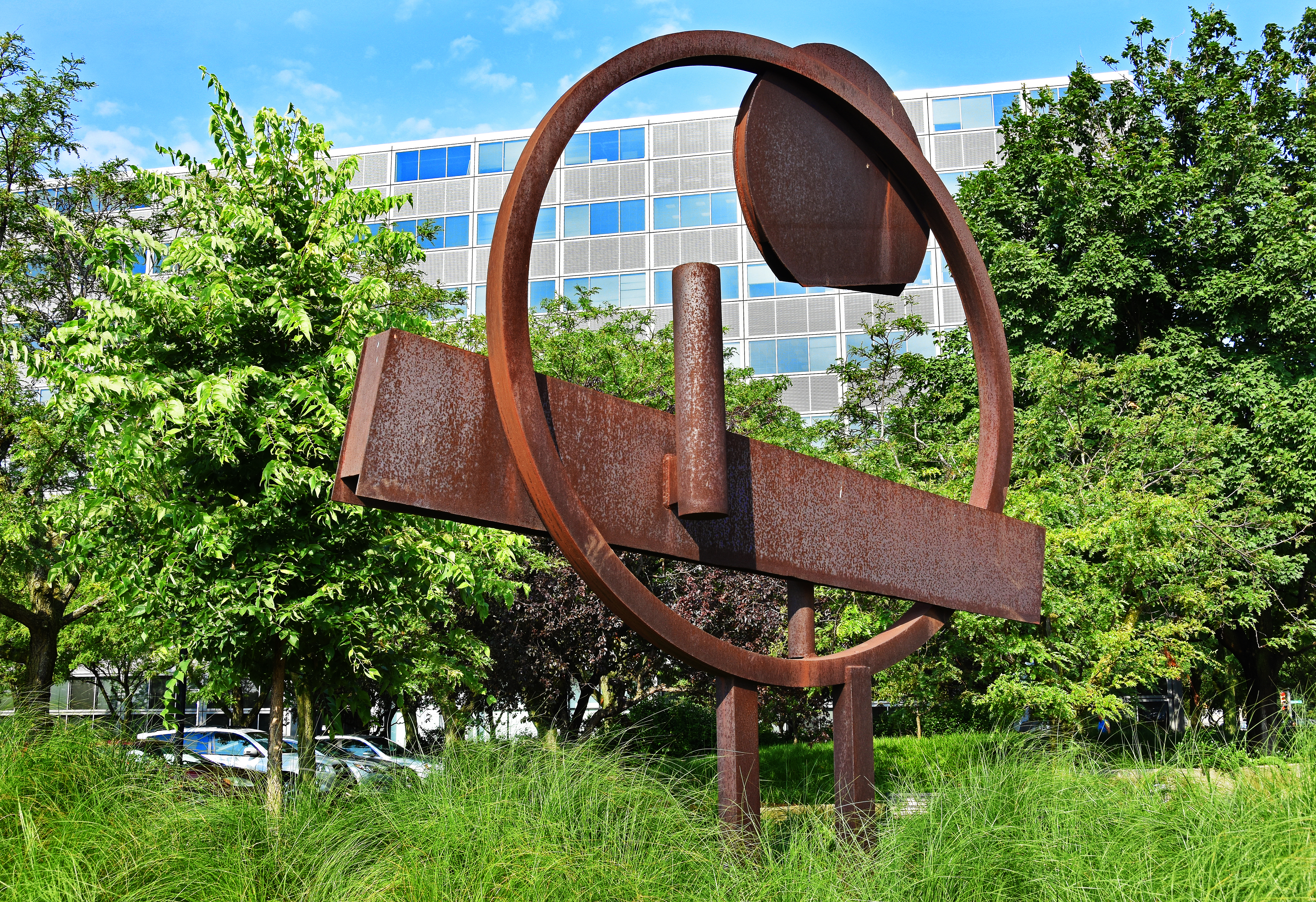
Untitled von Richard Stankiewicz

Richard Stankiewicz (* 18. März 1922 in Philadelphia, Pennsylvania; † 26. März 1983 in Worthington, Massachusetts) war ein US-amerikanischer Bildhauer, der für seine Arbeiten aus Metallabfall bekannt ist. Er ging als einer der ersten Künstler in die Kunstgeschichte ein, die Skulpturen aus rostigem Alteisen schufen. Seine spielerischen, poetischen und humorvollen Skulpturen zeigen trotz ihres abstrakten Erscheinungsbildes Figuren wie Gesichter, Menschen und Tiere.

## Leben
Richard Stankiewicz wurde 1922 in Philadelphia geboren und verlor seinen Vater bei einem Eisenbahnunglück, als er zwei Jahre alt war. Seine Mutter zog mit ihren drei Kindern nach Detroit, wo Richard in einer von deutschen und polnischen Einwanderern geprägten Nachbarschaft aufwuchs. Er besuchte die Cass Technical High School, wo er mechanisches Zeichnen, volumetrische Geometrie, Ingenieurwesen, Kunst und Musik studierte. Trotz eines Stipendiums für die Cranbrook Academy of Art konnte sich Richard Stankiewicz das College nicht leisten und trat 1941 in die US Navy ein. 1947 ging er schließlich nach New York City und besuchte die School of Fine Arts von Hans Hofmann. Dort lernte er den Künstler Jean Follet kennen und im folgenden Jahr reisten die beiden nach Paris, wo Richard Stankiewicz 1950 mit Hilfe der G. I.  Bill Malerei im Atelier von Fernand Léger und Bildhauerei bei Ossip Zadkine studieren konnte.
1952 wurde Richard Stankiewicz Mitglied der Hansa Gallery, einer von ehemaligen Schülern Hans Hofmanns, darunter Jan Müller, Jean Follet und Wolf Kahn, gegründeten Galeriekooperation. In den 1950er Jahren verdiente er seinen Lebensunterhalt als freischaffender Zeichner und experimentierte mit verschiedenen Materialien für die Bildhauerei. Er schuf eine Serie von Insekten aus Draht, die 1953 bei Hansa gezeigt wurden, und stellte im selben Jahr seine geschweißten Stahlskulpturen aus, die Fairfield Porter als Beweis dafür würdigte, dass „das Leben stärker ist als die Maschine“. Porter, ein starker Befürworter von Stankiewicz' Arbeit, schrieb auch einen Artikel mit dem Titel Stankiewicz Makes a Sculpture für die Septemberausgabe 1955 von ARTNews. Im weiteren Verlauf des Jahrzehnts wurde das Werk von Richard Stankiewicz immer populärer und er nahm an zahlreichen Gruppen- und Einzelausstellungen teil, darunter Young America 1957 im Whitney Museum of American Art, Irons in the Fire im Contemporary Arts Museum in Houston (1957), die Biennale in Venedig (1958) und eine Einzelausstellung in der Stable Gallery 1959.

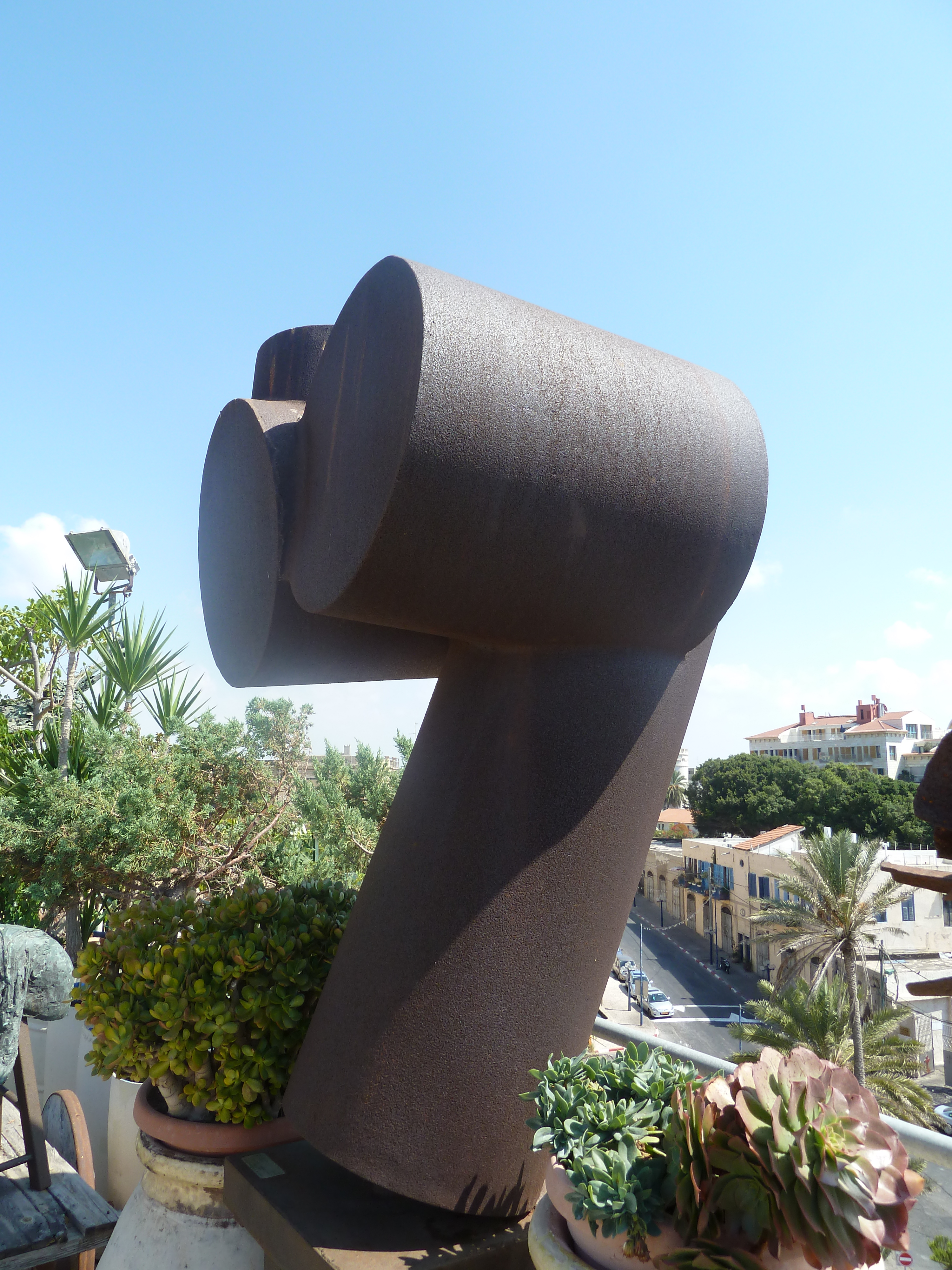
Miracle in the Scrap Heap von Richard Stankiewicz, ausgestellt im Ilana Goor Museum, Jaffa

1960 schloss Richard Stankiewicz Freundschaft mit Jean Tinguely, der ihm seinen Schrotthändler vorstellte. Obwohl Richard Stankiewicz mit dem Altmetall gute Erfahrungen gemacht hatte, entwickelte er sich als Künstler weiter und entdeckte neue Materialien, mit denen er arbeiten konnte. 1969 reiste er nach Australien, wo er in Zusammenarbeit mit der Transfield Foundry in Sydney fünfzehn Stahlskulpturen schuf. Als er 1970 in die Vereinigten Staaten zurückkehrte, begann er eine Zusammenarbeit mit der Nash Foundry in Pittsfield, Massachusetts, und arbeitete fortan ausschließlich mit gefrästem Stahl. 1975 stellte er sein größtes Werk aus, eine drei Meter hohe, drei Meter breite und drei Meter tiefe Skulptur Ohne Titel aus dem Jahr 1974. 1979 organisierte die State University of New York in Albany eine Retrospektive des Werkes von Richard Stankiewicz, die anschließend in mehreren Museen in Massachusetts und New York gezeigt wurde. Richard Stankiewicz stirbt 1983 in seinem Haus.

## Werk
Richard Stankiewicz war ein Pionier der so genannten Junk Art oder Assemblage-Bewegung. Er verwendete Metallabfälle wie Rohre, Muttern, Bolzen und Uhrwerke, die er zu sorgfältig geordneten Skulpturen zusammenschweißte. Seine Werke zeichnen sich durch Humor und Leichtigkeit aus und stehen im Kontrast zu den großformatigen, schwer wirkenden Skulpturen des Abstrakten Expressionismus. 
Seine Werke sind in zahlreichen Museumssammlungen vertreten, darunter das Hirshhorn Museum and Sculpture Garden, das Carnegie Museum of Art, das Smithsonian American Art Museum, das Cleveland Museum of Art, die Hyde Collection und das Walker Art Center.